# ポレッスク
ポレッスク（ロシア語:  Поле́сск, ラテン文字転写: Polessk）は、ロシア西部飛び地のカリーニングラード州中部にある町。人口は6,926人（2021年）。
1945年以前はドイツ領東プロイセンに属し、ドイツ語でラビアウ（Labiau, リトアニア語: Labguva, ポーランド語: Labiawa）といい、ドイツ騎士団の城が建っていた。
ポレッスクはポレッスク地区の中心で、北にはクルシュー潟（クロニア・ラグーン）が広がり、デイマ川（プレゴリャ川からグヴァルジェイスクで分かれクルシュー潟に注ぐ分流）が注いでいる。州都カリーニングラードの北東46 kmの位置にあり、カリーニングラードからソヴィェツク（旧ティルジット）へ向かう道や鉄道がデイマ川を渡る地点にある。デイマ川の河口から東のクルシュー潟南岸一帯には、大湿地帯が広がり野生生物の楽園となっており、かつてプロイセン王国が開拓のために作らせた用水路が残る。

## 歴史

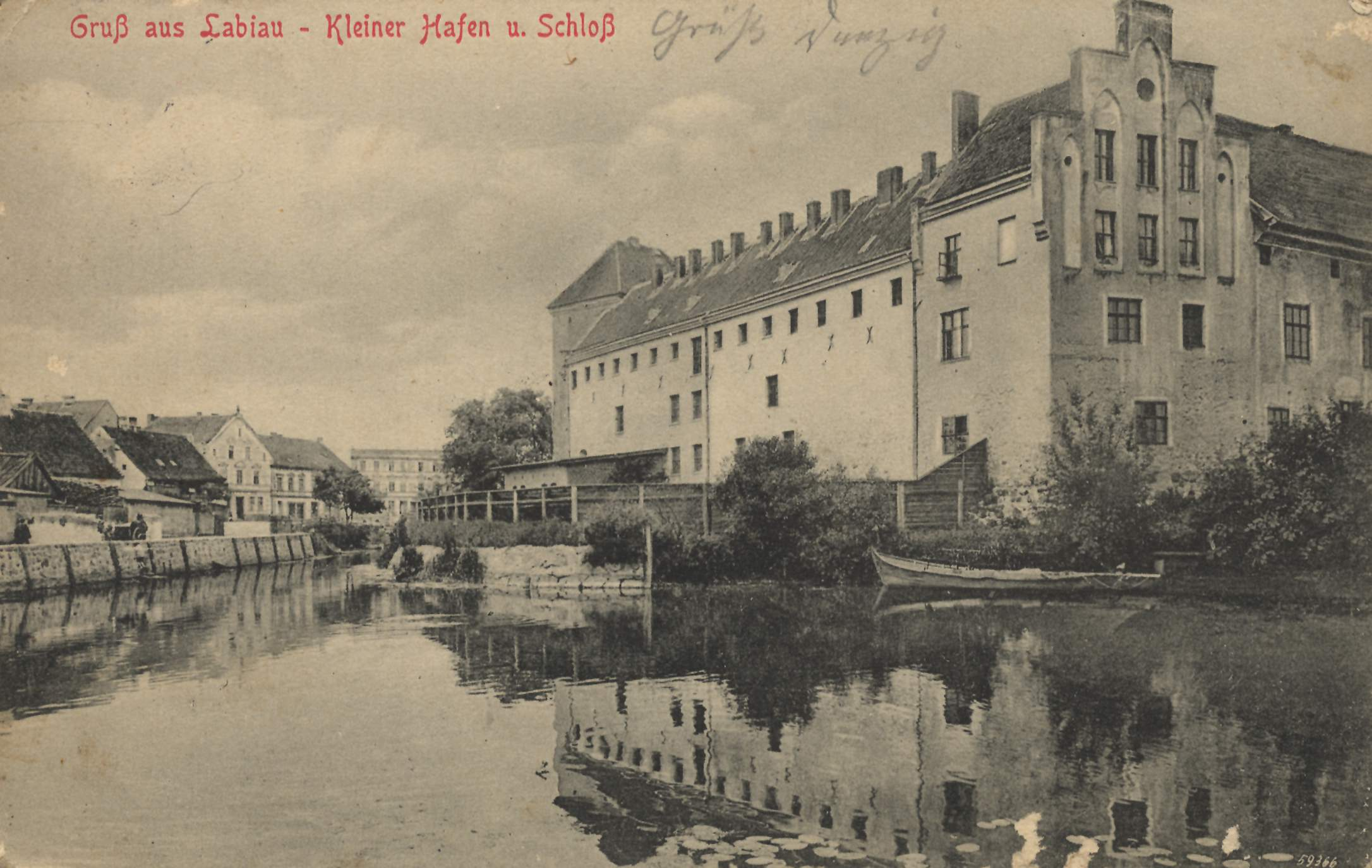
ラビアウ城（1915年）

ドイツ騎士団が1258年に城を築いて以降の町の名の変遷は、以下のとおりである。
- 1258年 Labegowe moter
- 1261年 in terra Labigow
- 1300年 Labigow / Labiow
- 1420年 Labiau / Labiaw

プロシア語で「labs」は「良い」を、「moter」は湿地を意味していた。またリトアニア語名の「labguvyna」は「癒す石」となる。
ドイツ騎士団は古プロシア人が住んでいたサンビア半島（ザムラント）を征服し、1258年から1259年にかけてラビアウ城を築いた。この城は、クルシュー潟を越えて攻めてくる敵からケーニヒスベルクを守る意味合いもあった。1277年に城が炎上すると、石造で再建され、リトアニアに対する防衛と攻撃の拠点となった。濠に囲まれた城は難攻不落で、1550年からはプロイセン公アルブレヒトの再婚した妻アンナ・マリアがラビアウ城に住んだ。1642年には「大選帝侯」フリードリヒ・ヴィルヘルムがラビアウの町に都市権を与えた。
19世紀末にはラビアウはこの地方の行政中心地で、蒸気動力で動く醸造所や製材所、魚市場やその他の市場が立っており、住民のほとんどはプロテスタントだった。
1945年、独ソ戦末期にラビアウは赤軍に占領された。東プロイセン北部はソ連領となり、ドイツ人住民は追放され、1946年には地名も「ポレッスク」に改められた。